# Dyomyx guenei
Dyomyx guenei là một loài bướm đêm trong họ Noctuidae.